# Roterande motor

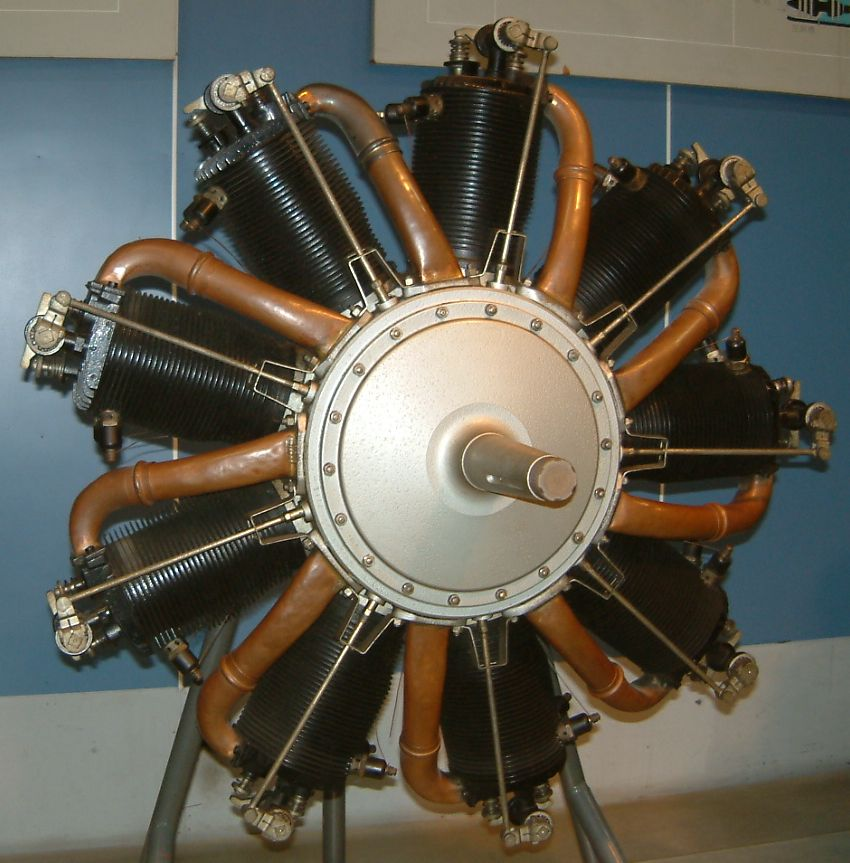
Le Rhône 9C, en typisk roterande motor. Kopparrören leder bränsleblandningen från vevaxelhuset till varje cylinder.

Roterande motor är en motor där vevaxeln står stilla medan själva motorn snurrar runt vevaxeln. 
Som upphovsman räknas Charles Manly, som redan 1901 konstruerade stjärnmotorn vilken 1909 utvecklades till den roterande stjärnmotorn. 
Fördelen med att motorblocken roterade runt vevaxeln var att man slapp den tunga kylaren och kylvätskan. Den fasta vevaxeln är ihålig och i denna strömmar bensinblandningen och den smörjande ricinoljan in i motorn. 
Nackdelarna med den roterande motorn var att den (på grund av sin relativt stora vikt) verkade som ett gyroskop, vilket gjorde att flygplanet kunde gå sina egna vägar om piloten inte var uppmärksam vid roderhanteringen. Till följd av gyroskopeffekten hade planet en tendens att förbli i den ställning som den intagit efter den manöver som utförts. Under första världskriget experimenterade Siemens AG i Tyskland med en roterande motor där vevaxel och propeller roterade i en riktning och motorblocket i den motsatta – för att i viss mån motverka effekten. 
Ytterligare en nackdel var röken och stänket från ricinoljan som resulterade i att piloter utrustade sig med långa halsdukar för att kunna torka bort oljan från glasögonen. Runt 1920 kom möjligheten att producera cylindertoppen av aluminium, vilket möjliggjorde en effektiv kylning utan att motorn behövde rotera. 